# Air Tahiti Nui
Air Tahiti Nui è la compagnia aerea di bandiera della Polinesia francese con sede a Papeete mentre il suo hub principale è l'aeroporto Internazionale Faa'a.

## Storia
Air Tahiti Nui è stata fondata il 31 ottobre 1996 e ha iniziato le operazioni di volo il 20 novembre 1998. È la prima compagnia aerea internazionale con sede a Papeete (Tahiti), creata per sviluppare il turismo in entrata. Il governo della Polinesia francese è il principale azionista (84,4%) insieme ad altri investitori locali.
Dopo anni di deficit, Air Tahiti Nui è stata vicina al fallimento nel 2011. Il presidente della Polinesia francese, Oscar Temaru, ha chiesto a tutti i lavoratori idonei nel territorio di aiutare a salvare il vettore versando volontariamente un terzo del loro reddito in un fondo di salvataggio. Dopo quattro anni di deficit, la società ha ripreso a realizzare profitti nel 2015.
Nel maggio 2015, Air Tahiti Nui ha annunciato l'intenzione di sostituire l'intera flotta, composta da cinque Airbus A340-300 con quattro Boeing 787-9, che sono stati consegnati nel 2018 e 2019. La compagnia ha operato il suo ultimo servizio con l'Airbus A340-300 nel settembre 2019.
Nell'aprile 2018, in previsione della sua nuova flotta di Boeing 787-9, Air Tahiti Nui è stata sottoposta a un'operazione di rebranding. Il nuovo logo è una collaborazione congiunta tra Future Brand e l'artista contemporaneo polinesiano Alexander Lee. Il logo rappresenta un fiore di tiarè, emblema della compagnia aerea dall'inizio della sua storia, raffigurato in una vista di due terzi, con il profilo di una vahine (donna, in tahitiano) nel suo pistillo.
Nel marzo 2020, durante la pandemia di COVID-19 e come conseguenza delle restrizioni imposte dagli Stati Uniti sui voli internazionali, Air Tahiti Nui ha operato il volo domestico più lungo al mondo con un Boeing 787-9. L'aereo ha volato senza scalo dall'aeroporto Internazionale Faa'a che serve Papeete all'aeroporto di Parigi Charles de Gaulle, saltando lo scalo intermedio all'aeroporto Internazionale di Los Angeles e percorrendo una distanza di 8 486 miglia nautiche (15 716 km), volando ininterrottamente per 15 ore e 45 minuti. I voli della compagnia aerea tra Papeete e Parigi sono stati successivamente adattati per effettuare scali tecnici a Pointe-à-Pitre o a Vancouver. Il record di Air Tahiti Nui è stato successivamente superato da French Bee nel maggio 2020, che ha operato il proprio volo da Papeete a Parigi, ma all'aeroporto di Orly, coprendo una distanza di 8 492 miglia nautiche (15 727 km).

## Destinazioni
Al 2024, Air Tahiti Nui collega la Polinesia Francese con Francia, Giappone, Nuova Zelanda e Stati Uniti.

### Accordi commerciali
Al 2024, Air Tahiti Nui ha accordi di codeshare con le seguenti compagnie:
- Aircalin
- Air France
- Air New Zealand
- Alaska Airlines
- American Airlines
- Delta Air Lines
- Japan Airlines
- Korean Air
- LATAM Airlines Chile
- Qantas
- SNCF
- Vietnam Airlines

## Flotta

### Flotta attuale

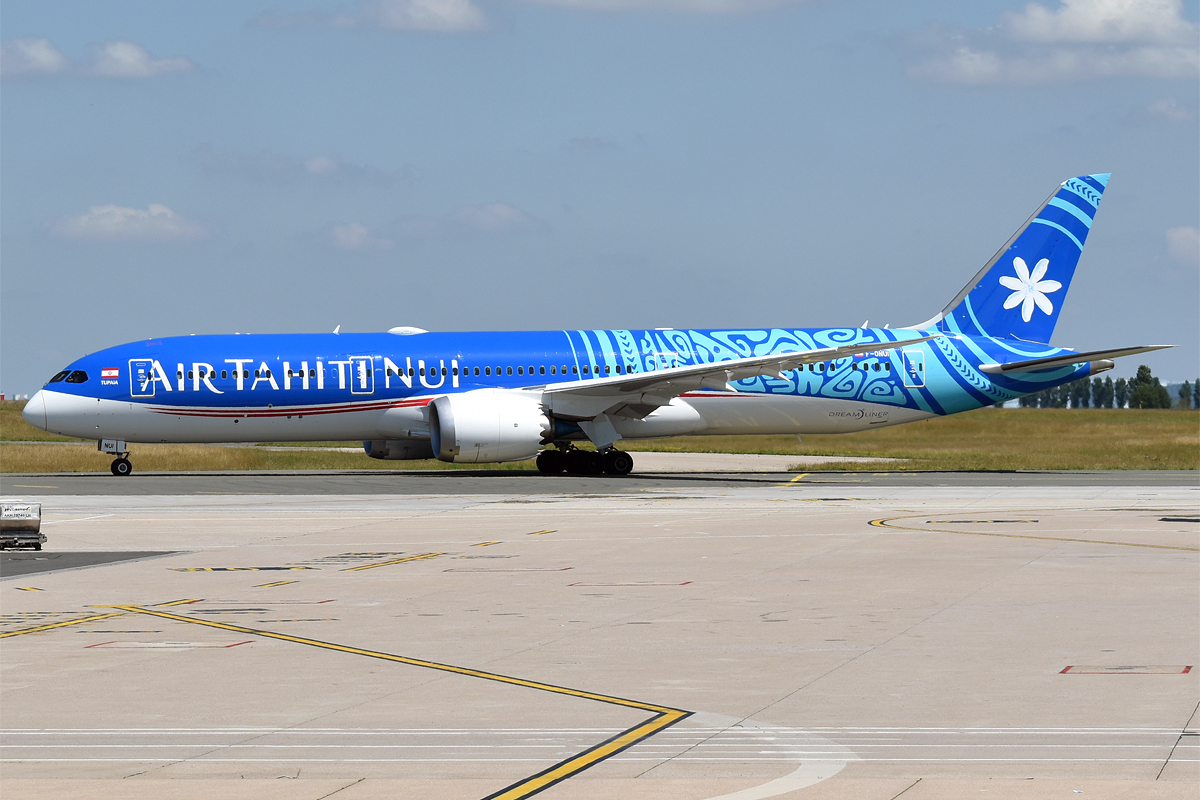
Un Boeing 787-9.

A settembre 2024 la flotta di Air Tahiti Nui risulta composta dai seguenti aerei:

### Flotta storica

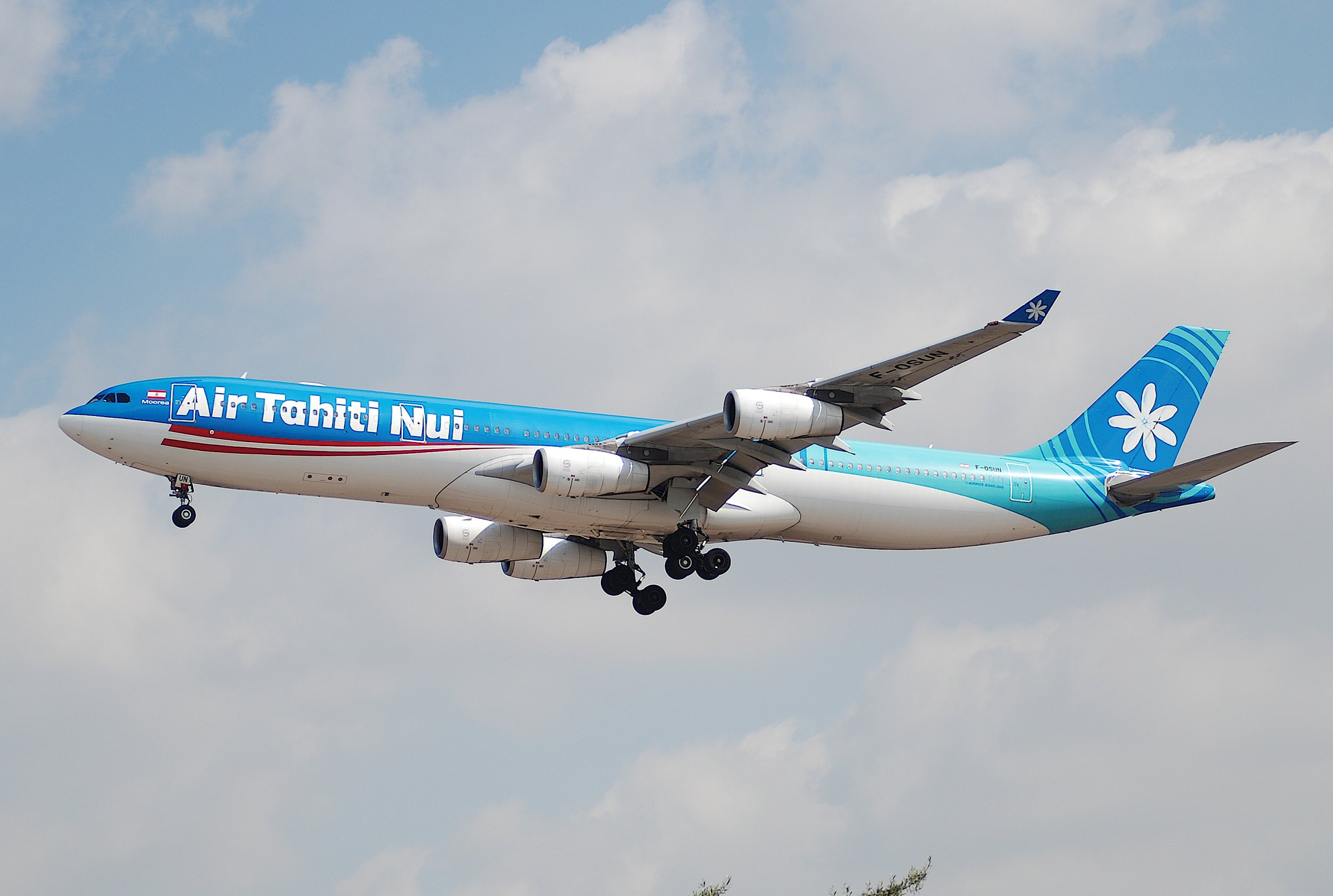
Un Airbus A340-300.

Air Tahiti Nui operava in precedenza con i seguenti aeromobili: